# Daméraucourt
Daméraucourt – miejscowość i gmina we Francji, w regionie Hauts-de-France, w departamencie Oise.
Według danych na rok 1990 gminę zamieszkiwało 186 osób, a gęstość zaludnienia wynosiła 22 osoby/km² (wśród 2293 gmin Pikardii Daméraucourt plasuje się na 811. miejscu pod względem liczby ludności, natomiast pod względem powierzchni na miejscu 570.).